# Лисао

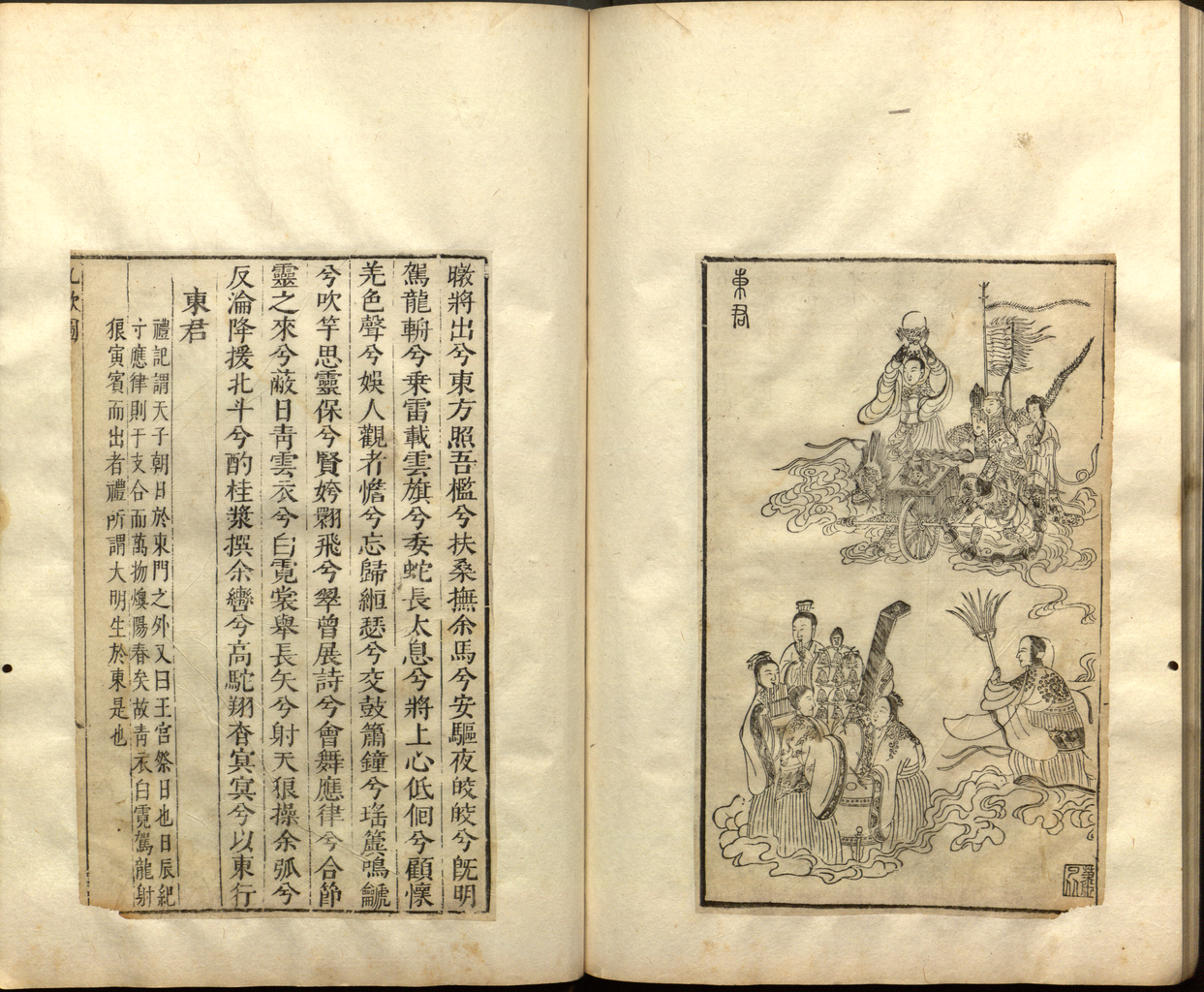
Две страницы из Ли Сао, 1645 год.

«Лисао» (Ли Сао) (кит. трад. 離騷, упр. 离骚, пиньинь Lí Sāo) — китайская классическая поэма. По указанию Сыма Цяня, принадлежит кисти Цюй Юаня (ок. 340—278 до н. э.), известного поэта и государственного деятеля царства Чу.
Поэма содержит 372 строфы и примерно 2 400 знаков, что делает её одной из самых больших поэм, дошедших до нас со времён Древнего Китая. Дата её создания точно не известна, но считается, что она была написана после того, как Цюй Юань потерял государственный пост в Чу и стал изгнанником.
Название поэмы было трудно для понимания уже в Древнем Китае. Сыма Цянь предлагал понимать его как «Жалобы отъезда» (жалобы Цюй Юаня на изгнание), тогда как Бань Гу предлагал версию «Встреча с бедой». Версия Сыма Цяня более широко принята. Современные исследователи также предположили, что 離騷 — вариант написания 劳商, что значит просто «чуская песня».
В истории китайской поэзии поэма «Ли Сао» была значительным шагом к раскрепощению выразительных средств (в том числе варьирующаяся длина строф) и основополагающей для последующего стиля сао. Она также выделяется сочетанием разнородных элементов: лирические и фантастические образы соседствуют здесь с гражданственностью и критическим обозрением истории страны. Вошла в антологию «Чуские строфы».
И. С. Лисевич приводит версию, согласно которой поэма «Ли Сао» — воспроизведение видений ритуального трансового путешествия в потусторонний мир, аналогичного путешествиям шамана или оракула (возможно, с использованием психотропных препаратов). Этим можно объяснять как значительное число фантастических образов, так и то, что в отличие от Инь Цзифу и Мэн-цзы, Цюй Юань сообщает своё имя и имена предков не в конце, а в начале произведения, как бы представляясь перед тем, как войти в мир духов.

## Переводы на русский язык
В 1954 году поэма впервые появилась на русском языке в сборнике произведений Цюй Юаня; перевод выполнен А. А. Ахматовой с подстрочника китаеведа, доктора филологических наук Н. Т. Федоренко.
В 1959 году вышла хрестоматия «Китайская литература / Древность. Средневековье. Новое время» (М., Учпедгиз) под редакцией академика Н. И. Конрада. Ряд переводов для неё, в т. ч. «Лисао», выполнил по подстрочнику А. И. Балин.
В 1962 году вышла книга «Лирика китайских классиков в новых переводах Александра Гитовича». А. И. Гитович при переводе «Лисао» пользовался тем же подстрочником, что и Ахматова, и специально узнавал её мнение о своей работе.
В начале 1968 года в Рио-де-Жанейро закончил свой перевод поэмы Валерий Перелешин; перевод с предисловием и примечаниями переводчика вышел отдельным изданием в 1975 году в издательстве «Посев» (Франкфурт-на-Майне). В отличие от остальных, перевод Перелешина выполнен с оригинала.